# Iwan Nehrebecki
Iwan Jakowycz Nehrebecki (ukr. Іван Якович Негребецький; ur. w 1896 na  Połtawszczyźnie, zm. w 195?) — ukraiński twórca pieśni.
Był autorem muzyki i tekstu pieśni Rozkulbaczcie, chłopcy, konie... (ukr. Розпрягайте, хлопці, коні..., zwanej także: Marszem Machno - ukr. Mарш Махна), ukraińskiej pieśń ludowej z początku XX w., która stała się marszem oddziałów Rewolucyjno Powstańczej Armii Ukrainy (tzw. machnowców).
Po rozgromieniu armii Nestora Machno przez bolszewików Nehrebecki został po kilku latach odnaleziony i skazany za jej napisanie na 25 lat zsyłki do Magadanu. Prawdopodobnie zmarł na zesłaniu.